# WWF Intercontinental Tag Team Championship
WWF Intercontinental Tag Team Championship było krótko-trwającym tytułem dywizji tag team profesjonalnego wrestlingu promowanym przez federację World Wrestling Federation w 1991 roku. Tytuły zostały porzucone jeszcze tego samego roku, kiedy to WWF zawiesiło współpracę z UWF Japan. Tytuł był pobocznym mistrzostwem w dywizji tag team, gdyż od lat działał pierwszorzędny WWF Tag Team Championship.
| Nr.                                                                        | Drużyna                    | Panowanie | Data            | Notka                                                     |
| -------------------------------------------------------------------------- | -------------------------- | --------- | --------------- | --------------------------------------------------------- |
| 1                                                                          | Perro Aguayo i Gran Hamada | 1         | 7 stycznia 1991 | Perro Aguayo i Gran Hamada otrzymali tytuły od federacji. |
| Tytuły zostały porzucone w 1991, kiedy to WWF zakończyło współpracę z UWF. |                            |           |                 |                                                           |